# Остерманн, Макс-Гельмут
Макс-Ге́льмут Остерма́нн (нем. Max-Helmut Ostermann; 11 декабря 1917, Гамбург — 9 августа 1942, западнее н.п. Амосова, озеро Ильмень, Новгородская область, СССР) — немецкий воздушный ас Второй мировой войны, обер-лейтенант, на его счету 102 воздушные победы (93 — на Восточном фронте).
Награждён Рыцарским Крестом с Дубовыми Листьями и Мечами. Карьеру начал в I./ZG 1 в звании фанен-юнкера. Весной 1940 года переведен в 7./JG54. 20 мая 1940 года сбил свой первый самолёт. До весны 1942 года сбил 40 советских самолётов. 12 мая 1942 года стал седьмым в люфтваффе, сбившим 100 самолётов противника. Известен нестандартной манерой ведения боя для «Ме-109» — на виражах. 9 августа 1942 года в бою с «ЛаГГ-3» из 41-го истребительного авиаполка старшим лейтенантом Аркадием Суковым «Ме-109» Остерманна был сбит, упал в озеро Ильмень под Новгородом и затонул. Лётчик погиб. Всего совершил свыше 300 боевых вылетов.

## Награды
- Знак «За ранение» в чёрном
- Планка люфтваффе «Истребитель» в золоте с подвеской «300» (боевых вылетов)
- Знак «Лётчик-наблюдатель»
- Железный крест 1-го и 2-го класса (1939)
- Рыцарский крест Железного креста с Дубовыми Листьями и Мечами
  - Рыцарский крест (4 сентября 1941 года) — лейтенант в 7./JG54
  - Дубовые Листья (№ 81) (12 марта 1942 года) — обер-лейтенант, командир 7-й эскадрильи JG54
  - Мечи (№ 10) (17 мая 1942 года) — обер-лейтенант, командир 7-й эскадрильи JG54
- 4 раза упоминался в «Вермахтберихт»